# Wawrzyniec Goślicki

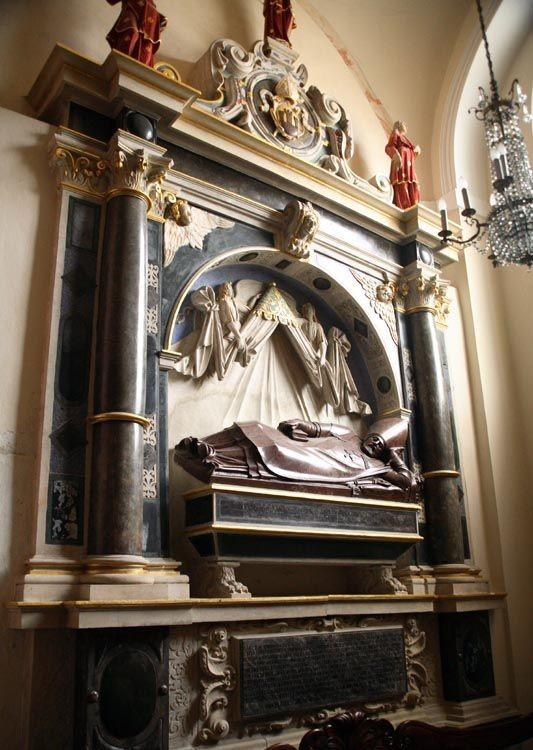
Nagrobek Wawrzyńca Goślickiego w katedrze poznańskiej

Wawrzyniec Goślicki herbu Grzymała, znany także jako Laurentius Grimalius, Goslicius, Grimaldius (ur. ok. 1530 roku, zm. 31 października 1607 w Ciążeniu) – biskup poznański od 1601 roku, biskup przemyski od 1591 roku, biskup chełmski od 1590 roku, biskup kamieniecki od 1587 roku, kanclerz Księstwa Siedmiogrodzkiego za czasów Stefana Batorego, sekretarz królewski Stefana Batorego i Zygmunta II Augusta, opat mogilski, kantor płocki w 1578 roku, dziekan kielecki, kanonik krakowski i sandomierski w 1577 roku, kanonik płockiej kapituły katedralnej, pisarz polityczny i mówca.

## Życiorys
Pochodził z okolic Płocka. Studiował na Akademii Krakowskiej, a następnie w Padwie, Bolonii. Przebywał również w Rzymie, gdzie poznał Pawła Manucjusza. W 1568 opublikował w Wenecji dzieło swojego życia – De optimo senatore libri duo, które ponownie opublikowano w Bazylei w roku 1593. Po powrocie do kraju mianowany sekretarzem królewskim Zygmunta Augusta, spełniał różne funkcje dyplomatyczne. W 1575 podpisał elekcję cesarza Maksymiliana II Habsburga.
Mimo dwukrotnych starań (1578 i 1585), jakoby z winy Zamojskiego, nie udało mu się uzyskać stanowiska podkanclerzego koronnego.
10 grudnia 1585 wygłosił w Senacie znakomitą mowę jako reprezentant stanu duchownego. Był członkiem konfederacji generalnej zawiązanej 7 marca 1587 roku. Podpisał pacta conventa Zygmunta III Wazy w 1587 roku. W 1587 roku podpisał reces, sankcjonujący wybór Zygmunta III Wazy. Jako oficjalny mówca wystąpił też w grudniu 1587 witając na podkrakowskim Kazimierzu przybyłego do Polski nowo wybranego króla elekta Zygmunta III Wazę. Obie mowy uważano za wzorcowe i ogłoszono drukiem. Streszcza ona w podniosłych słowach staropolską myśl polityczną oraz sąd Polaków o swoim państwie. W 1589 roku był sygnatariuszem ratyfikacji traktatu bytomsko-będzińskiego na sejmie pacyfikacyjnym. Goślicki był zwolennikiem Jana Zamoyskiego, poparł go na sejmie w 1590 i pomógł przeforsować uchwałę o wykluczeniu arcyksięcia Maksymiliana z walki o tron polski w przyszłości.
Goślicki, będąc biskupem poznańskim, zwołał synody w:
- Pszczewie (1602)
- Krobi (1602)[10]
- Poznaniu (2-krotnie: 1602 i 1607)
- Warszawie (1603)

Goślicki zmarł w Ciążeniu 31 października 1607. Pochowany w katedrze śś. Apostołów Piotra i Pawła w Poznaniu.

## Dzieła i poglądy

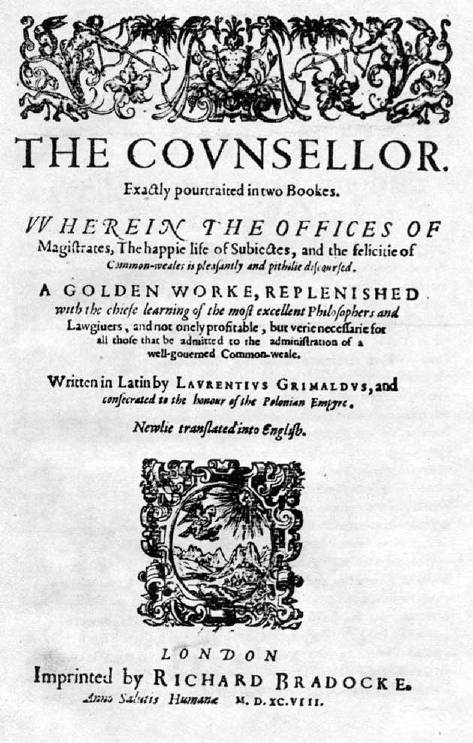
Strona dzieła The Counsellor, wydania angielskiego z 1598

Goślicki był również mecenasem uczonych i artystów, między innymi Pawła Piaseckiego.
Dzieło De optimo senatore libri duo zadedykował Goślicki Zygmuntowi Augustowi. Opisał w nim idealnego męża stanu – senatora. Król winien być namiestnikiem Bożym i sługą, którego celem ma być szczęśliwe życie obywateli. Miał być wybierany przez senatorów, mianowanych przez króla spośród najcnotliwszych obywateli. Król, tak jak i mąż stanu, muszą znać dogłębnie aktualną sytuację w państwie i na świecie, filozofię, historię, ekonomię, retorykę. Winni kochać ojczyznę ponad wszystko, wyróżniać się rozsądkiem, sprawiedliwością, męstwem, umiarkowaniem, powagą, pobożnością, dobrodusznością i szlachetnością.
Goślicki opowiedział się za monarchią mieszaną (łac. mixta), w której szczególną rolę przypisywał senatowi utrzymującemu równowagę między królem a narodem (łac. populus co oznaczało wówczas szlachtę) i skupiającemu osoby doskonałe cnotą. Szczególna pozycja Senatorów ma gwarantować w kraju rządy podporządkowane Rozumowi i cnocie. Z tego powodu, król powinien w każdej sprawie zasięgać rady senatorów po to, by uniknąć kierowania się namiętnościami przy sprawowaniu rządów. Młodym ludziom zalecał służbę ojczyźnie na polu bitwy, starszym – w parlamencie. Do polityki dopuszczał również kapłanów. Podkreślał rolę zgodnego z prawem naturalnym, niezmiennego i powszechnie przestrzeganego prawa stanowionego. Opowiadał się za publiczną edukacją. Wyznawał zasadę urząd jest nagrodą za cnotę. Wykazał się imponującą wiedzą z zakresu filozofii i historii starożytnej.
Wyjątkowym jak na owe czasy pomysłem Goślickiego była teza, że cnota nie jest dziedziczna, czym podkopywał rolę szlachty jako głównej siły politycznej w kraju. Cnotę obywatelską zdefiniował jako wynik czterech katolickich cnót kardynalnych: roztropności, sprawiedliwości, męstwa i umiarkowania – a te miały mieć swoje źródło w woli Boga. Roztropność została zdefiniowana jako umiejętność, aby „rozstrzygać o rzeczach obecnych, minione zachowywać w pamięci, przewidywać przyszłe”. Cnotę sprawiedliwości natomiast podzielił na trzy rodzaje – sprawiedliwość naturalną, boską i ludzką (inaczej: cywilną), a tą ostatnia była - zdaniem Goślickiego – zarezerwowana dla senatorów (elity politycznej kraju). Sprzeciwiając się monarchii absolutnej i zwierzchnictwu ludu, Goślicki zalecał senatowi stanąć między władcą a ludem, kontrolując suwerena i reprezentując naród. Był jednym z pierwszych teoretyków politycznych, którzy opowiadali się za prawem do buntu przeciwko tyranii.
Rozprawę Goślickiego kilkakrotnie wydano w Anglii: w 1598 The Counsellor Exactly Portraited in two books, którego ponowna edycja w 1607 nosiła tytuł A Common Wealth of Good Counsaile. W 1660 niejaki J.G. wydał traktat The Sage Senator, stanowiący zniekształconą przeróbkę wcześniejszego tłumaczenia. Kolejny raz traktat został przetłumaczony i opublikowany przez W. Oldisworthe'a w roku 1773 jako The Accomplished Senator in two books written, którego reprint ukazał się w roku 1992 nakładem American Institute of Polish Culture (Miami). W USA panuje silne przeświadczenie, że treściami traktatu inspirowali się m.in. Thomas Jefferson i Thomas Paine, tworząc konstytucję USA.
Pod koniec życia pisał kolejny traktat De hereticis. Rozprawy tej nie ukończył, zaś jej autograf został najprawdopodobniej, wraz z innymi rękopisami, spalony przez Niemców po upadku Powstania Warszawskiego.

### Twórczość literacka
- De victoria Sigismundi Augusti, Padwa 1564, (wiersz na zwycięstwo nad Moskwą w 1560)
- De optimo senatore libri duo, Wenecja 1568, drukarnia J. Zilettus; wyd. następne: Bazylea 1593; przekład ang. pt. The Counsellor Exactly Portraited in two books, wyd. Londyn 1598 (skonfiskowane z rozkazu królowej Elżbiety); wyd. następne pt. A Common Wealth of Good Counsaile, 1607 (ponownie skonfiskowane); pt. The Accomplished Senator in two books written, Londyn 1768 lub 1773; (pomimo 2-krotnej konfiskaty dzieło to było znane w Anglii, na co wskazują cytaty w broszurach i ulotkach politycznych sprzed roku 1649; znał je także W. Shakespeare). Tłumaczenie O doskonałym senatorze (fragmenty)
- Mowa duchowieństwa koronnego na sejmie warszawskim do Króla JM (brak miejsca i roku wydania), wyd. nast. w zbiorze: M. Stephanides Opuscula tam ecclesiastici quam equestris ordinis, Kraków 1632, unikat pierwodruku Biblioteka Uniwersytetu Warszawskiego
- Witanie Rad i Stanów Koronnych polskich do króla Je° Mści Zygmunta III... uczynione. Dnia 9 grudnia roku 1587, Kraków 1587, drukarnia Łazarzowa; wyd. nast.: z odmianą w tyt.: Witanie... Dnia 10 grudnia roku 1587; przedr. K. Mecherzyński Historia wymowy w Polsce, t. 1, Kraków 1856, s. 503-507; A. Małecki Wybór mów staropolskich, Kraków 1860, s. 107-114

### Listy i materiały
- Do C. Distelmejera, Kraków, 1 października 1584, 18 lutego 1588; wyd. T. Wierzbowski Materiały do dziejów piśmiennictwa polskiego, t. 1, Warszawa 1900, s. 251, 279-280
- Do J. Zamoyskiego, 10 listopada 1586; wyd. Archiwum Jana Zamoyskiego t. 4, wyd. K. Lepszy, Kraków 1948
- Do H. Rozdrażewskiego z 1589, rękopis: Biblioteka Jagiellońska nr 2363, s. 884-885
- Do papieża Sykstusa V, Warszawa, 15 marca 1589; w: Severinus Cracoviensis (S. Lubomlczyk) De vita, miraculis et actis canonizationis Sancti Hyacinthi, Rzym 1594, s. 280; przekł. francuski: F. Estienne le Clor Histoire de la vie, miracles et canonisation de S. Hiacinthe, Arras 1602
- Do S. Reszki, Mogiła, 15 czerwca 1589; wyd. A. Grabowski Starożytności historyczne polskie, t. 1, Kraków 1840, s. 90-97; t. 2, Kraków 1840, s. 435-436
- Listy do papieża i Sekretariatu Stanu, wiad. podał P. Savio "De actis Nuntiaturae Poloniae quae partem Archivi Secretariatus Status constituunt", Watykan 1947, Studia Teologiczne XIII, s. 10; przekł. polski listu do Sykstusa V, Mogiła, 17 lutego 1590, wyd. J. M. Ossoliński Wiadomości historyczne do dziejów literatury polskiej, t. 2, Kraków 1819, s. 84-86
- Do J. Zamoyskiego, Książ, 26 sierpnia 1590; wyd. T. Wierzbowski Materiały do dziejów piśmiennictwa polskiego, t. 1, Warszawa 1900, s. 294-295
- Do S. Żółkiewskiego, Przemyśl, 2 stycznia 1599, wyd. W.A. Maciejowski Piśmiennictwo polskie, t. 3 dod., Warszawa 1852, s. 210-212
- Od Kaspra Rohes z Fogacs, 8 kwietnia 1572, rękopis Archiwum Ministerstwa Spraw Wewnętrznych w Pradze, sygn. MS Pol. I nr 41; wiad. podała M. Bogucka "Polonica z XVI i XVII wieku w archiwach czeskich", Przegląd Historyczny 1957, zeszyt 1, s. 82
- Od Krzysztofa Podoskiego, 3 czerwca 1573, rękopis Archiwum Ministerstwa Spraw Wewnętrznych w Pradze, sygn. MS Pol. I nr 52
- Od Marii Glińskiej, (brak daty), rękopis Archiwum Ministerstwa Spraw Wewnętrznych w Pradze, sygn. MS Pol. III nr 5
- Od Maksymiliana II, Praga, 29 lipca 1575, wyd. T. Wierzbowski Materiały do dziejów piśmiennictwa polskiego, t. 1, Warszawa 1900, s. 202
- Od Piotra Zborowskiego, 9 lipca 1577, rękopis Archiwum Ministerstwa Spraw Wewnętrznych w Pradze, sygn. MS Pol. III nr 17
- Od Bartłomieja Smaczewskiego, 16 czerwca 1586, rękopis Archiwum Ministerstwa Spraw Wewnętrznych w Pradze, sygn. MS Pol. IV nr 5
- Od S. Reszki, Neapol, 9 Kal. Maius 1594, wyd. S. Reszka Epistolarum liber unus, Neapol 1594
- Kwity i dokumenty z lat 1571-1593, (kwit z 5 maja 1571 w podobiźnie); wyd. T. Wierzbowski Materiały do dziejów piśmiennictwa polskiego, t. 1, Warszawa 1900
- Różne papiery (rachunki i listy z lat 1572-1573), rękopis Archiwum Ministerstwa Spraw Wewnętrznych w Pradze, sygn. MS Pol. I nr 50
- Akta dot. synodu w Przemyślu 1594, wyd. J. Sawicki Concilia Poloniae. Źródła i studia krytyczne. VIII. Synody diecezji przemyskiej obrządku łacińskiego i ich statuty, Wrocław 1955, s. 72-73 i 171-174
- Raport wizytacyjny z roku 1603 kościoła w Raszynie, rękopis: Archiwum Diecezjalne w Poznaniu, wiad. podaje: W. Fijałkowski "Kościół parafialny w Raszynie", Biuletyn Historii Sztuki 1954, nr 3, s. 339
- Protestacja przeciw instrukcji danej posłom sejmowym z sejmiku w Środzie (16 grudnia 1604), dat. w Ciążynie, 21 grudnia 1604; list na sejmik w Środzie, dat. w Ciążynie, 2 czerwca 1606; ogł. W. Dworzaczek Akta sejmikowe województw poznańskiego i kaliskiego, t. 1 (1572-1632), cz. 1 (1572-1616), Poznań 1957, Poznańskie Towarzystwo Przyjaciół Nauk, Wydawnictwa Źródłowe Komisji Historycznej, t. 12, poz. 89 i 97
- Testament, Ciążyń, 26 kwietnia 1607, wyd. R. Weimann "Testamenta episcoporum et canonicorum Posnaniensium", Roczniki Towarzystwa Przyjaciół Nauk Poznań, t. 37 (1911), s. 8-16